# Полиграф Полиграфович Шариков
Полигра́ф Полигра́фович Ша́риков — персонаж повести Михаила Булгакова «Собачье сердце», начальник подотдела очистки Москвы от бродячих животных. «Рождению» героя предшествовала операция, проведённая профессором Филиппом Филипповичем Преображенским, который пересадил гипофиз убитого в пивной музыканта и алкоголика Клима Чугункина псу Шарику. Фамилия Шариков после публикации «Собачьего сердца» стала нарицательной; понятие «шариковщина» вошло в повседневный обиход как символ крайней безнравственности.

## Эволюция персонажа
Шариков появился на свет в результате неожиданных последствий эксперимента профессора Преображенского в сфере омоложения, в ходе которого бездомному псу Шарику были пересажены семенники и гипофиз недавно умершего человека. «Донором» для Полиграфа Полиграфовича стал условно осуждённый за кражи страдавший алкоголизмом профессиональный музыкант-балалаечник Клим Чугункин, погибший от ножевого удара в сердце возле пивного заведения «Стоп-сигнал» у Преображенской заставы. Эксперимент, несмотря на стремление профессора привить Шарикову полезные бытовые привычки и воздействовать на него не террором, а лаской, оказался провальным; по словам литературоведа Игоря Сухих, «его [Шарикова] человеческое развитие в повести строится в диапазоне от неприятного к омерзительному».

### Шарик
Шарик — симпатичный и неглупый пёс, детство и юность которого прошли в подворотнях. Поиски пропитания заставляли его перемещаться из одного района в другой. Как отметил исследователь Борис Мягков, в произведении воспроизведены реальные адреса Москвы 1920-х годов — речь идёт о тресте «Главрыба» («Абырвалг»), ресторане «Бар» в Неглинном проезде, магазинах в Сокольниках. По уличным вывескам Шарик учился читать. Природная наблюдательность позволяла ему делать выводы о людях, встречающихся на пути: он не любил дворников, с теплотой вспоминал о поваре Власе с Пречистенки, который отдавал собакам мясные косточки, жалел машинистку девятого разряда в фильдекосовых чулках, вынужденную ради экономии питаться в пролетарской столовой.
Когда повар «столовой нормального питания» ошпарил Шарика кипятком, травмированный пёс оказался в двух шагах от гибели. Его спас вышедший из кооперативного магазина Филипп Филиппович Преображенский — он заманил пса в свой дом, дав ему кусок купленной для этого «краковской» колбасы. В семикомнатной профессорской квартире любимым местом Шарика стала кухня, которую он воспринимал как «главное отделение рая». Изучая нравы и образ жизни обитателей своего нового жилища, пёс порой размышлял как философ: «Да и что такое воля? Так, дым, мираж, фикция».

### Полиграф Полиграфович Шариков
Получив после проведённой Преображенским операции гипофиз Клима Чугункина, герой одновременно приобрёл все пороки погибшего балалаечника — вместо «милейшего пса» появился хулиган, пьяница, дебошир и душитель котов Полиграф Полиграфович Шариков, который, тем не менее, сумел быстро сделать хорошую карьеру и возглавить подотдел очистки Москвы от бродячих животных. Образ «незаконного сына» профессора во многом раскрывается за счёт портретных зарисовок; Булгаков, как отмечают исследователи, в разных эпизодах выделял некую значимую деталь, создающую представление о персонаже. Так, во время беседы с Преображенским (глава 6-я) Шариков облачён в порванный пиджак и вымазанные краской брюки; на шее у него — «ядовито-небесного цвета галстук с фальшивой рубиновой булавкой». От пронзительной яркости красок хозяин квартиры порой начинал слепнуть.
Афоризмы
- Абырвалг!
- Взять всё да и поделить[9].
- «Да не согласен я». — «С кем? С Энгельсом или с Каутским?» — «С обоими»[10].

Другим художественным приёмом, демонстрирующим тщетность всех «воспитательных» усилий профессора, является речь Полиграфа Полиграфовича — она смешна и страшна одновременно. Шариков безапелляционно рассуждает на социально-политические темы, навешивает ярлыки оппонентам; в его лексике перемешаны лозунги председателя домкома Швондера, взявшего нового пролетария под свою опеку, с теми фразами, которыми пользовался при жизни Клим Чугункин: «Ещё парочку», «Слезай с подножки», «Отлезь, гнида!». В определённый момент герой переходит в наступление против своего «создателя» и, фамильярно называя Преображенского папашей, начинает угрожать тому судебным иском за несанкционированную операцию, а также напоминает, что не только профессор имеет право на просторные квартиры. При этом Шарикову свойственно некое «отрицательное обаяние» — временами он походит на капризного ребёнка, не получившего в детстве достаточного внимания.
По утверждению литературоведа Евгения Яблокова, результатом операции становится не превращение пса в человека, а своеобразное воскрешение убитого уголовника Клима Чугункина. Герой обрёл внешние человеческие признаки, научился ходить, говорить, получил документы и право на жилую площадь, однако профессор, наблюдая за своим созданием, считал, что иметь эти атрибуты — «ещё не значит быть человеком». Шариков не мог эволюционировать дальше, потому что оказался точной генетической копией своего «донора».

Итак, «в сухом остатке» оказываются идеи простые и всем доступные. Уголовник Клим Чугункин, который существовал и «при царском режиме», но, будучи маргиналом, не оказывал определяющего влияния на жизнь общества, после большевистского переворота «воскресает» в виде полноправного существа, которого идеологи «нового мира» выдвигают в лидеры.

### Снова Шарик
Более всего итогами превращения Шарика в Шарикова был разочарован профессор Преображенский, упомянувший в разговоре со своим ассистентом — доктором Борменталем — о том, что идея улучшения человеческой породы операционным путём опровергается самой жизнью: «Объясните мне, пожалуйста, зачем нужно искусственно фабриковать Спиноз, когда любая баба может его родить когда угодно!.. Ведь родила же в Холмогорах мадам Ломоносова этого своего знаменитого». Полиграф Полиграфович, превративший жизнь своего создателя в череду тяжелейших испытаний и в конце концов вынувший револьвер, сам спровоцировал возвращение к прежнему собачьему облику.
После повторной операции в квартире профессора вновь появился тот чуткий, умеющий сострадать людям пёс Шарик, каким он был до преображения. По словам Игоря Сухих, «собачье сердце оказывается самым человечным сердцем». Однако литературовед не считает финал повести идиллическим: «„Новую человеческую единицу“, которая оказалась „страшной мразью“, удалось уничтожить, но жить дальше всё равно придётся в мире, где сердце погибшего Клима Чугункина бьётся в миллионах других грудей, а идеи Швондера попали на улицу».

## Имя и фамилия
В «Собачьем сердце», как и в других произведениях Булгакова, многие персонажи имеют «говорящие фамилии». Слово «Шарик» применительно к травмированному псу, погибающему в заснеженной подворотне, впервые произнесла пожалевшая его девушка-машинистка. Придуманная ею кличка вызвала у собаки протест: «Шарик — это значит круглый, упитанный, глупый, овсянку жрёт, сын знатных родителей, а он лохматый, долговязый и рваный, шляйка поджарая, бездомный пёс». Тем не менее для оформления документов персонаж взял себе «наследственную» фамилию — Шариков.
Выбрав имя Полиграф Полиграфович из советского календаря, в котором день рождения героя совпал с праздником полиграфистов, Шариков сам стал «жертвой полиграфической продукции» — тех книг, что давал ему для изучения Швондер. Разночтения имеются при анализе фамилии Чугункин: одни литературоведы видят в ней закамуфлированную сатиру на Сталина, поскольку между чугуном и сталью существует семантическая связь; другие считают, что в булгаковской поэтике есть карнавальные мотивы: «С ковкой связана и фамилия Чугункин… Ковка в святочных играх направлена на превращение старых в молодых».

### В языковых переводах
- англ. Poligraf Poligrafovich Sharikov
- фр. Poligraph Poligraphovich Bouboulov
- нем. Polygraf Polygrafowitsch Bellow
- исп. Poligraf Poligráfovich Shárikov
- итал. Poligraf Poligrafovič Pallinov
- укр. Поліграф Поліграфович Шаріков

## Воплощения

### В театре
Одной из заметных постановок «Собачьего сердца» стал спектакль режиссёра Московского ТЮЗа Генриетты Яновской, премьера которого состоялась вскоре после первой публикации повести — в 1987 году. По словам Генриетты Наумовны, в её изначальном замысле две операции — над Шариком и Шариковым — выглядели как два разных обряда: священнодействие и «работа мясников». Позже режиссёр отказалась от метафорической сцены откровенного уничтожения Полиграфа Полиграфовича: «вместо этой операции Преображенский сидел на земле, пытался оживить Шарикова, тряс его, брал его голову к себе на колени, хлопал по щекам, а потом полустонал, полувыл над ним».

### В кино

Шариков в исполнении актёра Владимира Толоконникова

Первой экранизацией повести «Собачье сердце» стал одноимённый фильм итальянского кинорежиссёра Альберто Латтуады, вышедший в свет в 1976 году. Роль Полиграфа Полиграфовича, имевшего в картине фамилию Бобиков, исполнил актёр Коки Понцони. В 1988 году свою кинематографическую версию булгаковского произведения предложил зрителям Владимир Бортко. Образ Шарикова в его ленте создал актёр Владимир Толоконников, чей типаж идеально совпадал с режиссёрским представлением о герое: «Узкая полосочка лба над выпуклыми надбровьями, тяжкий взгляд колючих глазок из-под мохнатущих бровей и оскал крупных зубов».
По словам литературоведа Евгения Яблокова, весьма точное прочтение булгаковского текста было нарушено в фильме Бортко лишь один раз — речь идёт об эпизоде, когда, выслушав «воспитательные» речи профессора и его ассистента, Шариков ночью подходит к зеркалу и начинает пристально всматриваться в собственное отражение. В этой сцене присутствуют признаки зарождающейся рефлексии, которые, в свою очередь, свидетельствуют о подспудном стремлении Полиграфа Полиграфовича развиваться «в человеческом направлении». Персонажу, созданному Булгаковым, такие попытки самоанализа не свойственны, утверждает Яблоков.